# کارکس تسلاتا
کارکس تسلاتا (به انگلیسی: Carex tessellata) گونه‌ای از جگنیان است.